# Charles Douglas (6e marquis de Queensberry)
Charles Douglas, 6e marquis de Queensberry, (mars 1777 – 3 décembre 1837), titré Charles Douglas, 5e baronnet entre 1783 et 1810, est un pair écossais.

## Biographie
Il est le fils aîné et l'héritier de William Douglas (4e baronnet), et de son épouse, Grace Johnstone. Il hérite du titre de Baronnet de son père en 1783. Le 13 août 1803, il épouse Caroline Scott (1774 - 1854), troisième fille de Henry Scott, 3e duc de Buccleuch; ils ont huit filles.
En 1810, il succède à son cousin, William Douglas (4e duc de Queensberry), comme marquis de Queensberry. De 1812 à 1832, il est un représentant de l'Écosse. Il est fait chevalier du chardon lors du couronnement de 1821 et créé baron Solway, de Kinmount, dans le comté de Dumfries, en 1833, qui lui accorde un siège automatique à la Chambre des lords.
Il est Lord Lieutenant du comté de Dumfries, colonel de la milice de Dumfries et directeur de la Royal Scottish Academy.
Après une période de maladie, il meurt chez lui à St James's Place, à Londres, en décembre 1837. Le marquisat et le titre de baronnet passent à son frère John Douglas (7e marquis de Queensberry) et la baronnie disparait.